# Compàs de retícula

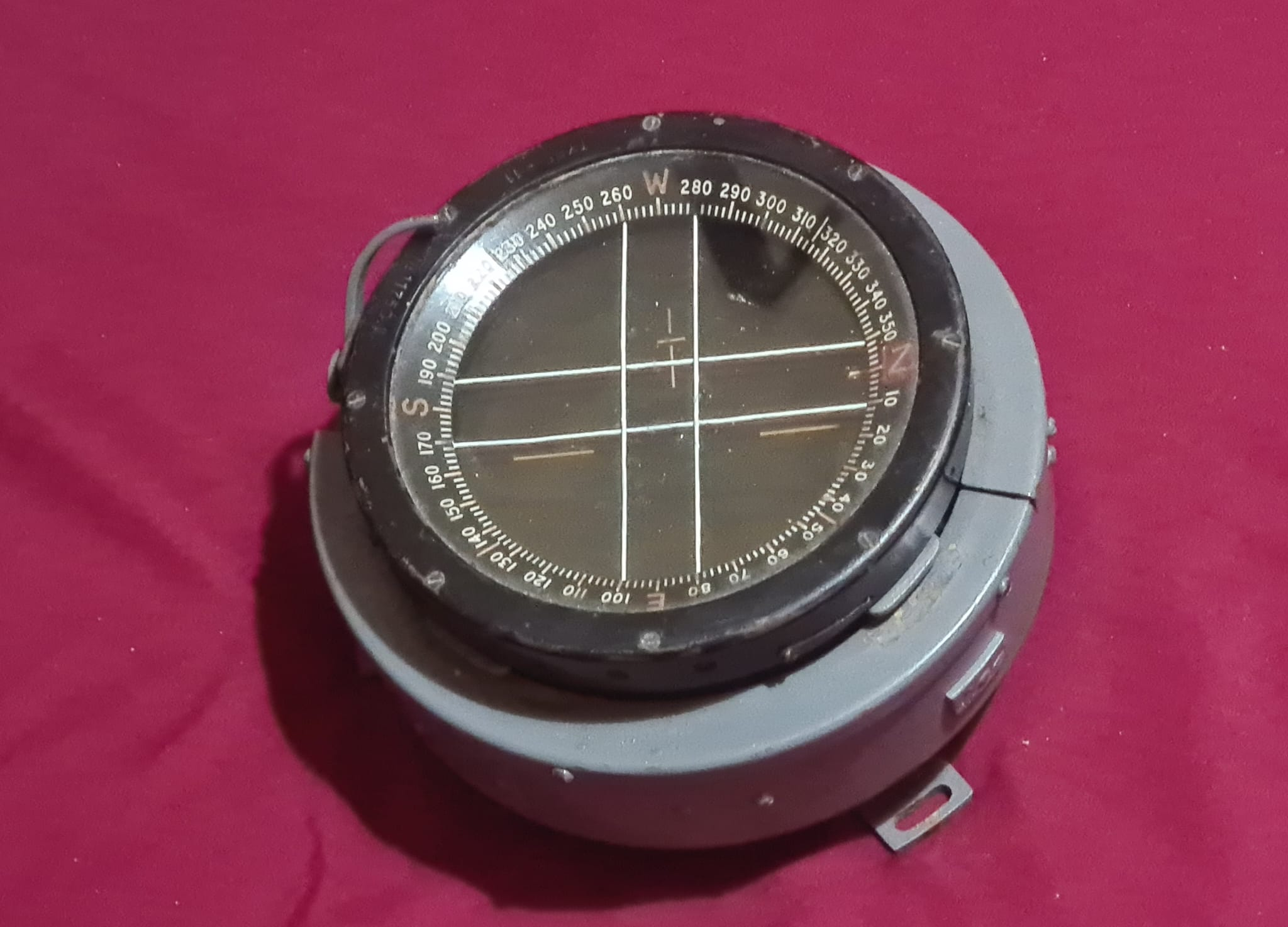
"Grid compass" d'un Supermarine Spitfire

Un compàs de retículao brúixola de retícula, és una brúixola que proporciona una direcció de referència (en relació al nord) en el pla horitzontal. Com instrument de navegació, permet fixar rumbs pel que fa a aquest punt, amb l'ajuda d'un limbe giratori amb cargol de bloqueig i un retícula amb dues línies paral·leles.
El compàs de retícula supera a tots els altres tipus de compàs des del punt de vista del pilot, ja que aquest no ha de "observar constantment" el número (o la marca de divisió) del rumb desitjat. Només s'ha de preocupar de controlar que l'agulla del compàs N/S estigui entre les dues línies paral·leles del retícula central. Utilitza un "principi de funcionament" similar al compàs d'un "pilot automàtic ".

## Descripció

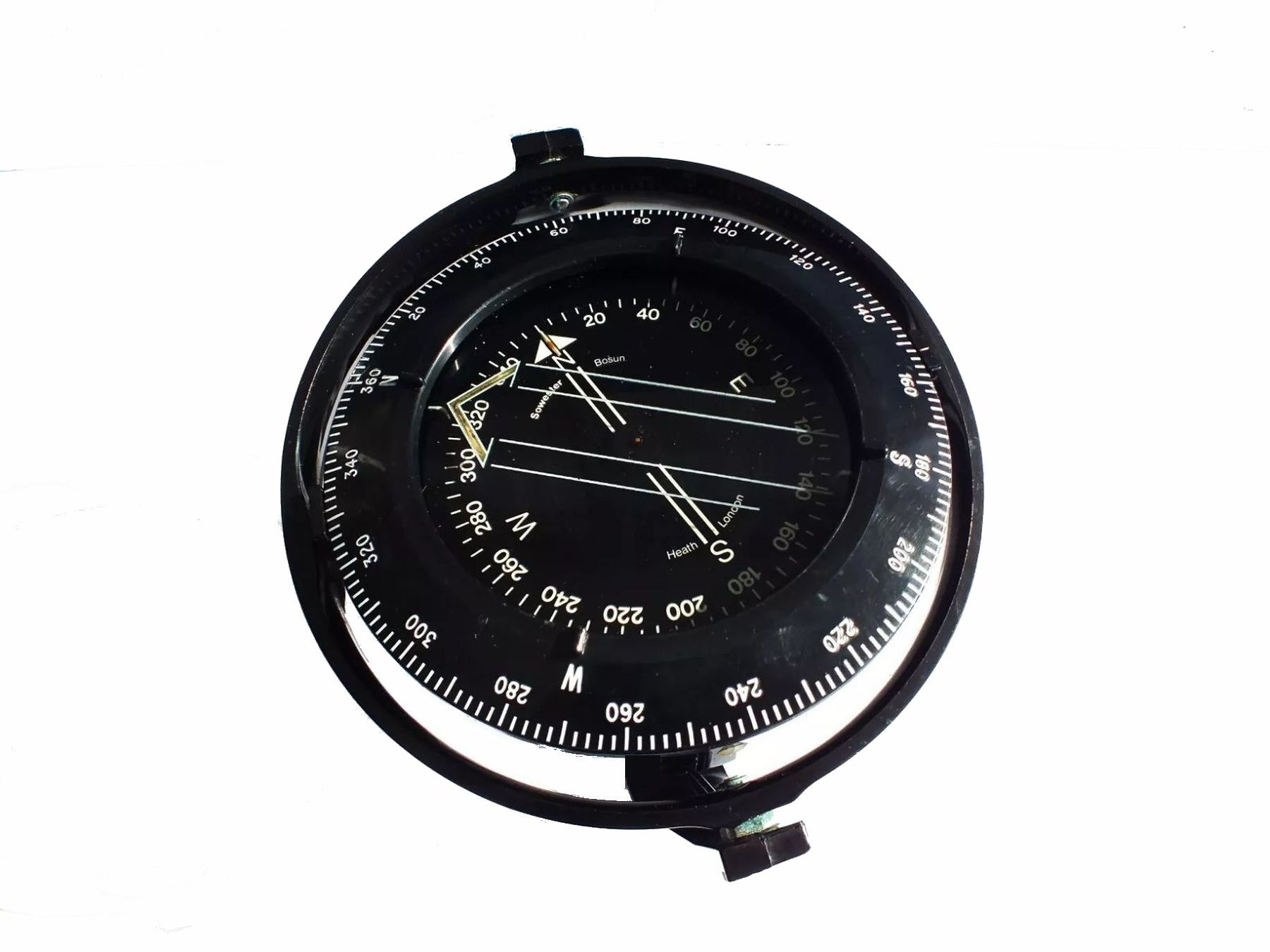
Compás de retícula Sowester-Bosun

El compàs de retícula té un limbe giratori graduat de 0° (nord) a 359° de forma ascendent en sentit horari, amb un vidre que gira amb ell, amb dues línies paral·leles centrades gravades en la part superior. El cercle flotant té quatre segments de color blanc formant una creu sense la seva part central. En un model pel gran públic, la targeta de la brúixola té la forma d'una fletxa negra de costats paral·lels en blanc que indica el nord magnètic. Alguns models també tenen una barra transversal est/oest. Superposat això, però en el mateix cardan o suspensió, hi ha una placa transparent que es pot girar al voltant del mateix eix que la targeta de la brúixola, però té prou fricció (o una pinça mecànica) per mantenir-se fixa en relació amb el sistema de cardan un cop establert el rumb.
En aquest disc hi ha gravades una sèrie de línies paral·leles. La vora exterior d'aquest disc està marcada en el sentit de les agulles del rellotge en graus, la línia radial que es troba en 0° és paral·lela a les línies gravades, de manera que es pot traçar un curs per a qualsevol rumb des de 0° fins a 359º. Mantenint la fletxa de la targeta i les línies de la superposició paral·leles, el pilot o el timoner poden mantenir el rumb prefixat. La precisió de les marques de grau depèn de la mida de la brúixola.
Abans d'iniciar la navegació, el pilot només ha de seleccionar el rumb desitjat, girant el limbe graduat i fixant-lo amb la palanca lateral. Per establir un rumb, l'anell giratori es (desbloqueja i) gira de manera que el rumb en graus de l'anell s'alinea amb la línia cossia de l'embarcació. L'embarcació enfila al rumb requerit quan la fletxa de la targeta de la brúixola és paral·lela a les línies de la retícula. Després, durant el viatge, només ha de navegar vigilant que la part vertical de la creu quedi entre les dues línies paral·leles per mantenir el rumb preestablert.
El compàs de retícula (Tipus P8 a Tipus P11) es va instal·lar en la II Guerra Mundial als avions Spitfire, en substitució de la vella sèrie P4. Es va utilitzar per a l'establiment i lectura de rumbs, i com a compàs de control en avions equipats amb compàs de lectura remota.

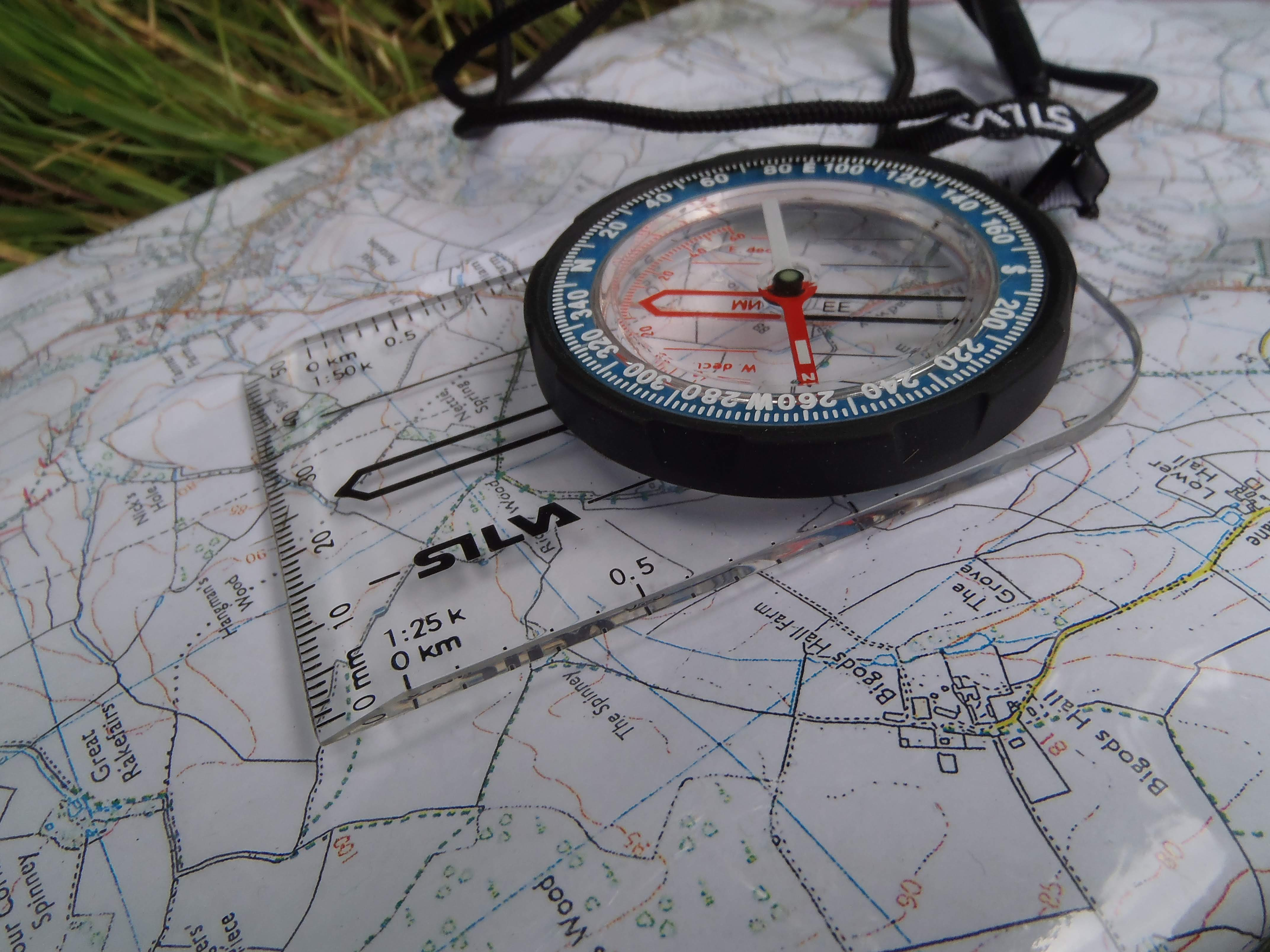
Brúixola manual amb retícula orientable
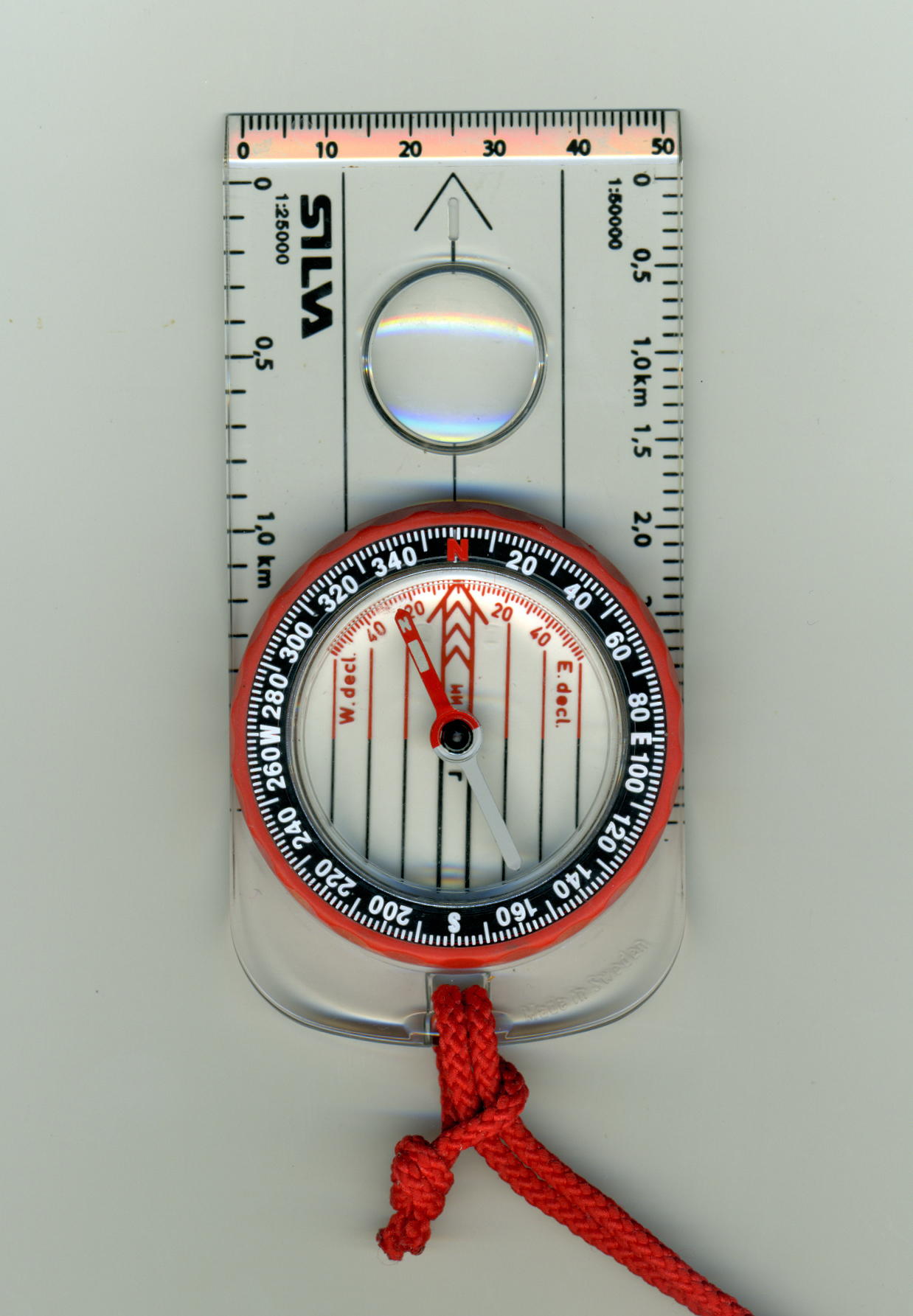
Brúixola manual Silva Ranger Tipus 15.